# Rogownica szerokolistna
Rogownica szerokolistna (Cerastium latifolium L.) – gatunek rośliny  należący do rodziny goździkowatych. Gatunek górski, w Polsce występuje tylko w Tatrach. 

## Rozmieszczenie geograficzne
Gatunek wysokogórski o niewielkim zasięgu występowania. Występuje tylko w Alpach i na izolowanych stanowiskach w Karpatach i Apeninach. W Karpatach jedynym miejscem jego występowania są Tatry. W polskich Tatrach występuje głównie w rejonie Czerwonych Wierchów: w Dolinie Mułowej i Litworowej, na stoku Małołączniaka nad Małołącką Przełęczą, w partiach szczytowych Krzesanicy i Ciemniaka, w Rzędach Tomanowych, w Małej Świstówce, na Równi nad Piecem, Twardym Upłazie, w Wielkiej Świstówce, Wyżniej Świstówce Małołąckiej i na Kobylarzu. Poza Czerwonymi Wierchami podano jego stanowiska tylko na Giewoncie i w Małej Dolince.

## Morfologia

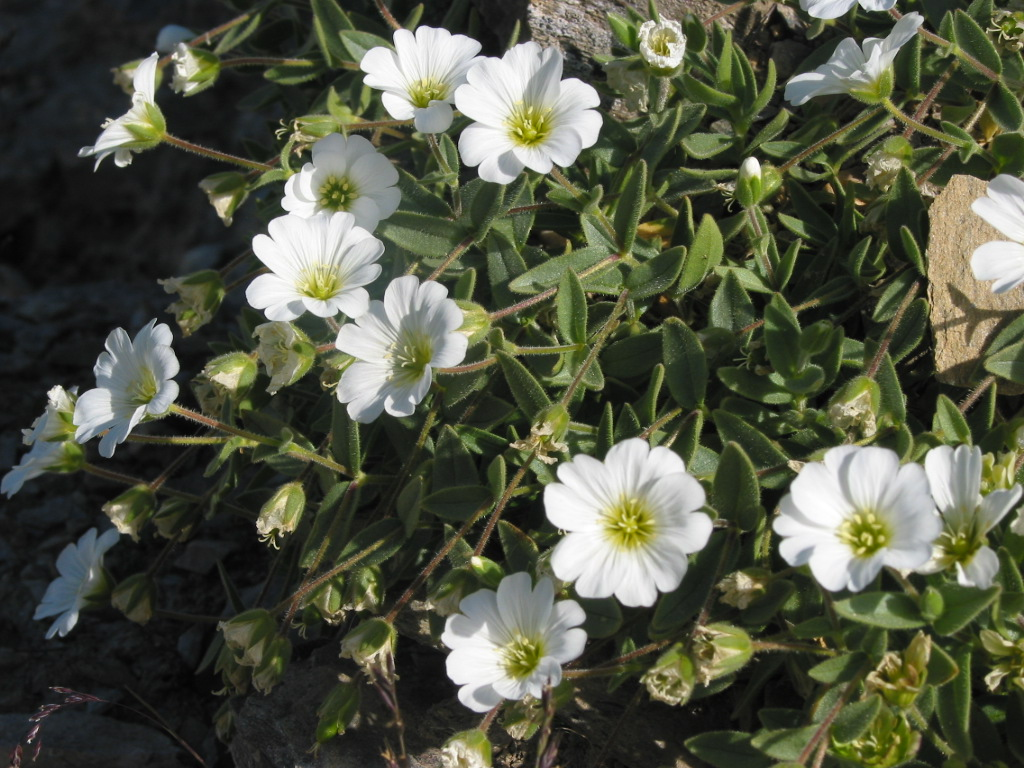
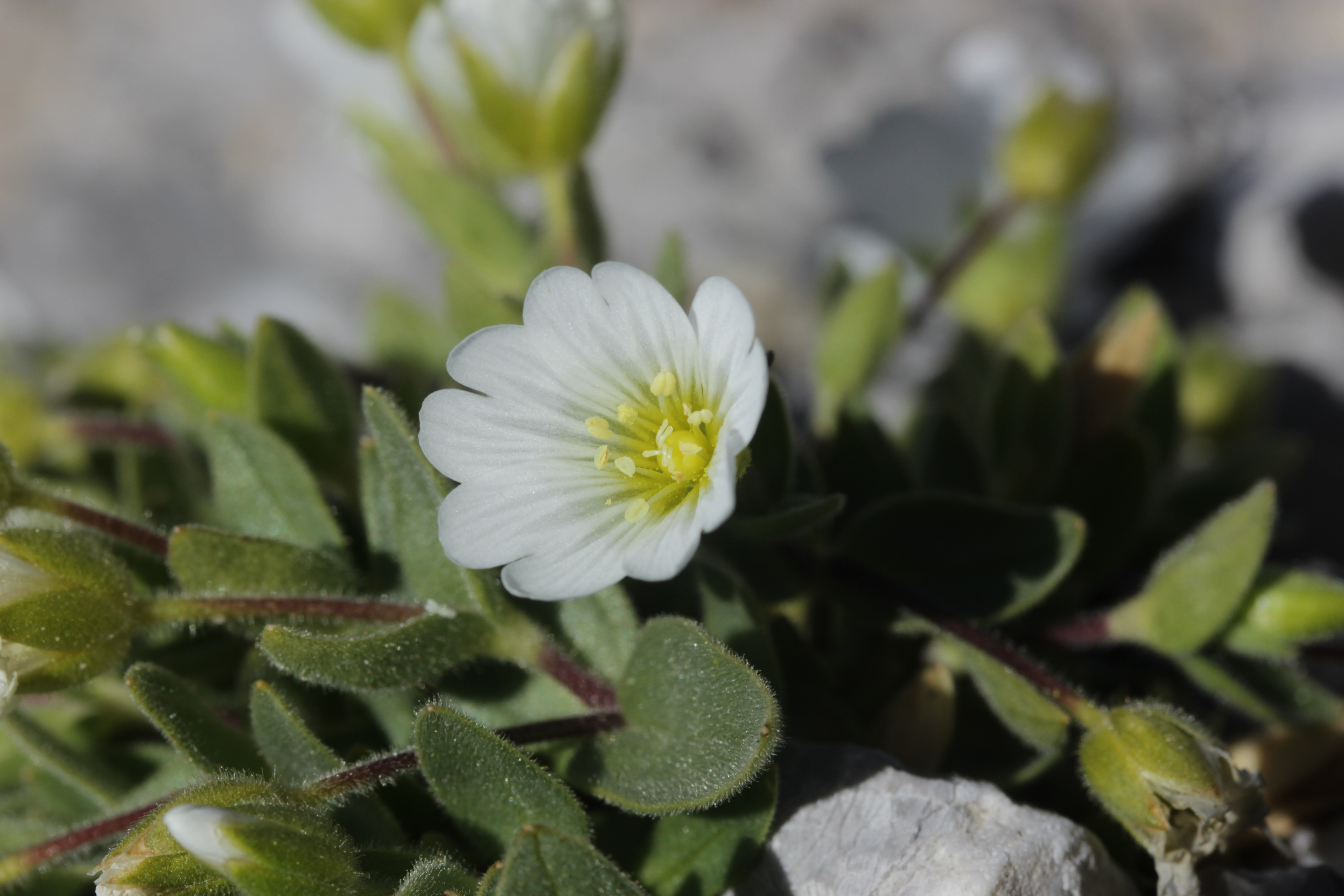
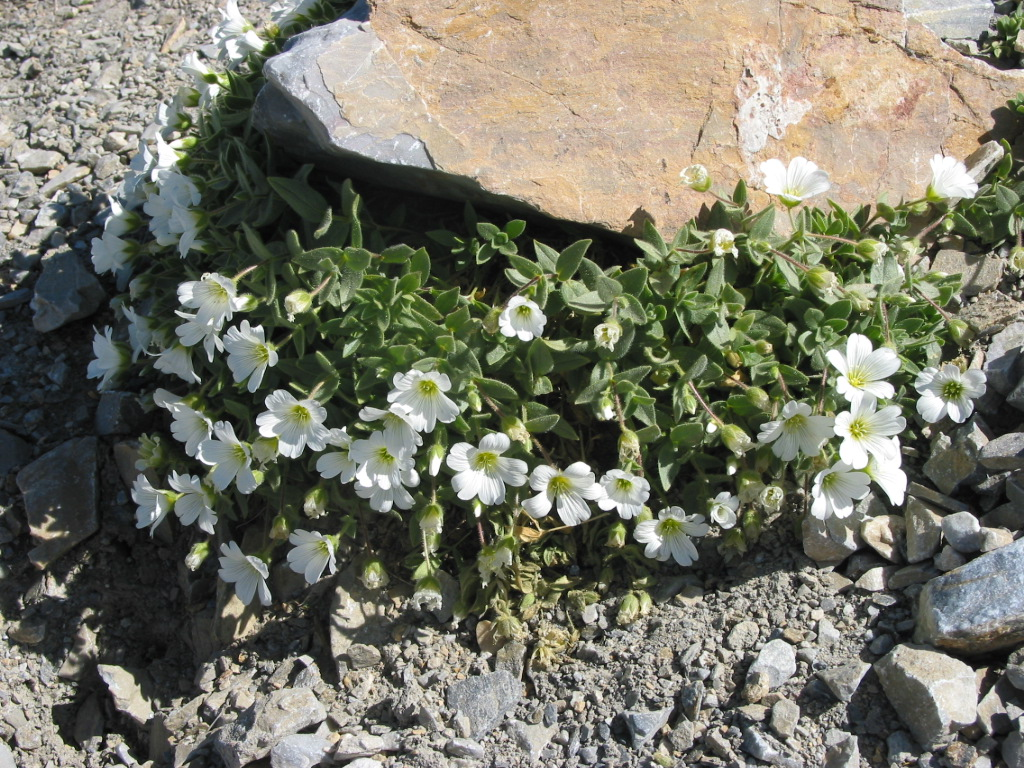

ŁodygaPodnosząca się, o długości 5–20 cm, cała pokryta gruczołowatymi włoskami. Pędy płonne gęsto ulistnione. Z kątów liści nie wyrastają pędy płonne.
LiścieUlistnienie naprzeciwległe. Liście jajowatoeliptyczne o długości 15–30 mm. Na szczycie zaostrzone, w dole zwykle najszersze. Długość liści co najwyżej trzykrotnie większa od szerokości. Są sinozielone, sztywne, nagie lub krótko owłosione.
KwiatyPromieniste wyrastające w skąpokwiatowych kwiatostanach (1–3 kwiaty, rzadko do 5) w kątach dość szerokich przysadek. Płatki korony są białe, wycięte co najwyżej do ¼ swojej długości i 2–2,5 raza dłuższe od tępych lub zaokrąglonych działek kielicha. Słupek z 5 szyjkami.
OwocTorebka o długości 12–16 mm i szerokości 4–5 mm. Zawiera nasiona o długości 2–3 mm.

## Biologia i ekologia
Bylina, chamefit. Kwitnie od lipca do sierpnia. W Tatrach występuje tylko na podłożu wapiennym, głównie na otwartych miejscach. Gatunek charakterystyczny dla rzędu (O.) Thlaspietalia rotundifolii. Liczba chromosomów 2n = 36 Ga 2, 4, 5, 6.

## Zagrożenia
W klasyfikacji IUCN gatunek ze względu na niewielki zasięg występowania i izolowany charakter siedlisk narażony na wyginięcie (kategoria zagrożenia VU). Umieszczony w Polskiej Czerwonej Księdze Roślin w kategorii VU (narażony). Tę samą kategorię posiada na polskiej czerwonej liście.
W polskich Tatrach ogólnie nie jest zagrożony. Wszystkie stanowiska jego występowania znajdują się na obszarze Tatrzańskiego Parku Narodowego i ochrona bierna jest wystarczająca.